# Sylvestre Ilunga
Sylvestre Ilunga Ilunkamba (n. 28 martie 1947, Katanga⁠(d), RDC) este un politician congolez care a ocupat funcția de prim-ministru al acestei țări din mai 2019, stabilindu-și oficial guvernul în august 2019. A avut o carieră politică îndelungată, începând din anii 1970, deținând o serie de posturi în cabinete ministeriale, anterior fiind profesor la Universitatea din Kinshasa din 1979. Ilunga a fost, de asemenea, secretarul general al Companiei Naționale a Căilor Ferate din Congo. Are o reputație de funcționar public și tehnocrat cu experiență, precum și de aliat al fostului președinte Joseph Kabila.

## Biografie
Sylvestre Ilunga s-a născut în 1947 în provincia Katanga (azi provincia Haut-Katanga de la împărțirea din 2015). Provine din grupul etnic Luba din Katanga. Ilunga a lucrat ca profesor de economie la Universitatea din Kinshasa din 1979. A intrat în politică în 1970 și a ocupat diverse funcții guvernamentale în anii 1980 și 1990, în special posturile de ministru al Planificării (1990) și ministru al finanțelor (1990–1991) în timpul regimului lui Mobutu Sese Seko. După căderea regimului Mobutu, Ilunga a părăsit țara și a înființat o companie minieră în Africa de Sud în 1993. S-a întors în RDC un deceniu mai târziu. Din anii 1990, el a fost în mare parte a timpului retras, cu excepția faptului că a fost numit în 2014 ca șef al SNCC, compania națională de căi ferate din RD Congo.[9] A fost consilier economic al tânărului președinte Joseph Kabila la începutul mandatului său și a supravegheat punerea în aplicare a reformelor impuse de Banca Mondială și FMI, inclusiv privatizarea unor active guvernamentale.
La 20 mai 2019, la vârsta de 72 de ani, a fost desemnat prim-ministru al Republicii Democrate Congo într-un acord negociat de președintele Félix Tshisekedi și coaliția de guvernământ Frontul Comun pentru Congo din parlamentul țării, care sunt aliate cu predecesorul lui Tshisekedi, Joseph Kabila. De la alegerile generale din decembrie 2018, fostul lider al opoziției s-a aflat în negocieri cu partidele aliate lui Kabila pentru a numi un prim-ministru, care a obținut majoritatea în alegeri. Alți potențiali candidați i-au inclus pe directorul minier Albert Yuma, ministrul de finanțe Henri Yav și fostul consilier pentru securitate națională Jean Mbuyu, dar au fost respinși de președinte din diferite motive. Norbert Nkulu, membru al Curții Constituționale a RDC, și Jean Nyembo Shabani, fostul șef al Băncii Centrale a Zairului, l-au propus pe Ilunga.
Președintele Tshisekedi și parlamentul au convenit să formeze un nou guvern pe 27 iulie 2019, la mai bine de șase luni după alegerile din 2018, începând nominalizarea oficială a lui Ilunga pentru postul de prim-ministru. Noul cabinet al lui Ilunga a urmat să includă 65 de membri, 48 de miniștri și 17 vice-miniștri, dintre care 42 de posturi au mers către Frontul Comun pentru Congo (coaliția partidelor pro-Kabila) și 23 vor fi pentru Heading for Change (Președintele Tshisekedi). alianță). Negocierile dintre Kabila și Tshisekedi au blocat cine va controla cele șase „ministere suverane” enumerate în constituția RDC – Finanțe, Apărare, Buget, Justiție, Interne și Afaceri Externe. Noul cabinet a fost înființat oficial la sfârșitul lunii august 2019.
În calitate de prim-ministru, Ilunga a supravegheat și negocierile cu FMI pentru un alt program de ajutor pentru RDC.
La 28 ianuarie 2021, Adunarea Națională a adoptat o moțiune de cenzură asupra cabinetului lui Ilunga, forțând efectiv demisia acestuia. Votul a fost boicotat de coaliția pro-Kabila și a urmat înlăturării președintelui Adunării în decembrie 2020.